# 秋素英
秋素英（韓語：추소영，1981年1月25日—），韓國女演員、歌手。

## 演出作品

### 電視劇
- 1999年：KBS《學校2》
- 2000年：SBS《強盜的女兒》
- 2004年：KBS《比花還美》飾演 江智妮
- 2006年：KBS《你好，上帝》
- 2006年：KBS《19歲的純情》飾演 姜晨馨
- 2008年：KBS《傳說的故鄉》
- 2010年：KBS《巨商金萬德》
- 2011年：KBS《重案組》
- 2011年：KBS《公主的男人》飾演 楚姬
- 2011年：tvN《Birdie Buddy》
- 2011年：SBS《The Musical》
- 2012年：KBS《需要仙女》
- 2012年：KBS《大王之夢》飾演 寶羅宮主
- 2013年：KBS《Drama Special－奇妙的同居》
- 2014年：MBC《媽媽的庭院》飾演 車寶英
- 2015年：KBS《今天開始我愛你》飾演 尹大實

### 電影
- 2006年：《阿娘》
- 2012年：《STAR：閃耀的愛》
- 2015年：《告白》

### MV
- 2012年：Public Stereo《Basement Party》

## 外部連結
- 秋素英的X（前Twitter）
- NAVER （页面存档备份，存于） 